# Nuraghe Tanca Manna
Il nuraghe Tanca Manna si trova a Nuoro inglobato all'interno del centro abitato, nella parte meridionale della città, situato all'interno dell'omonimo parco nuragico sull'omonimo promontorio dal quale è possibile godere di una vista mozzafiato sul monte Ortobene e sulla città. Il nuraghe risale alla media età del bronzo.
Il nuraghe è di tipo monotorre con cupola a thòlos, realizzato con l'ausilio di rocce granitiche affioranti dal terreno che ne costituiscono il basamento e parte delle pareti; la muratura è realizzata con blocchi di granito rozzamente lavorati. Nella camera sono presenti due nicchie contrapposte, una delle quali ricavata nel banco di roccia ma danneggiata dai vandali.
Nel 2005, durante gli scavi operati nell'area circostante, dove si estendeva il villaggio nuragico si è potuto stimare la presenza di oltre 150 capanne risalenti alla prima fase della civiltà nuragica, mentre alcune opere di restauro si sono rese necessarie per consolidare il basamento della struttura.
Il nuraghe Tanca Manna è solo uno dei tanti monumenti megalitici presenti nel territorio di Nuoro e nella Barbagia, insieme a numerose tombe dei giganti e domus de janas che testimoniano una forte presenza della civiltà nuragica in questa zona della Sardegna.
Nel 2015 sono stati trovati reperti archeologici poi esposti al pubblico.